# Saint-Juéry, Lozère
Saint-Juéry là một xã ở tỉnh Lozère trong vùng Occitanie, phía nam nước Pháp.